# Дезире Буржоа
Дезидеријус Виктор Буржоа (фр. Desiderius Victor Bourgeois; Мехелен, 13. децембар 1908 — 29. јануар 1996) био је белгијски фудбалер.

## Биографија
Дезире Буржоа је играо за Мехелен од 1926. до 1940. године. Као везни играч, био је белгијски Д2 шампион 1928. и допринео је враћању Краљевског фудбалског клуба у елиту.
Одиграо је две утакмице за репрезентацију Белгије 1934. и исте године је изабран за Светско првенство у Италији али није наступио на овом такмичењу.